# William Allman
William Allman (Kingston, 1776 – Dublino, 1846) è stato un botanico inglese.
Insegnò per molti anni all'università di Dublino, dove poté sviluppare progetti di anatomia microscopica e botanica sistematica. Era il padre del matematico e storico della scienza George Johnston Allman.